# 山田規三生
山田 規三生（やまだ きみお、1972年（昭和47年）9月9日 - ）は、囲碁の棋士。大阪市出身、日本棋院関西総本部所属、九段、山下順源七段門下。
第45期王座。第5回三星火災杯世界オープン戦準優勝。第58回NHK杯優勝。第31回棋道賞優秀棋士賞受賞。
関西総本部の棋士として初の七大タイトル獲得者。また14年後に井山裕太が取るまで唯一の獲得者だった。
山田至宝七段、和貴雄七段は兄。

## 経歴
小学1年生の時に東大阪囲碁教室に通い始め、2年生の時に関西総本部の院生となる。4年生から6年生までは2人の兄とともに山下順源六段の内弟子となる。1989年入段。1年目23勝6敗、2年目39勝5敗で、2年連続勝率トップ。17歳、二段時に「囲碁クラブ」誌のアマチュア強豪と若手プロ対抗の勝ち抜き戦に出場し、力で圧倒する碁形で連勝して「ブンブン丸」と名付けられた。
1993年、六段で天元戦の挑戦者決定戦に進出し、片岡聡に敗れるも大型新人として注目される。
1997年、新人王戦優勝。第45期王座戦本戦で片岡聡九段・武宮正樹九段・中野寛也九段そして決勝で王立誠九段に4目半勝ちし七大タイトル初挑戦者となる。柳時熏王座を3-1で破り初タイトル獲得、関西総本部所属棋士では初の七大タイトルともなった。次に関西総本部の棋士が七大タイトルを取るのは井山裕太の14年後のことである。賞金ランキングで自身初のトップ10入り（8位）。
1998年、のちの七冠王となる井山裕太（当時小学3年生・小学生チャンピオン）と週刊碁の企画で3子で記念対局をしている。
2000年、三星火災杯世界オープン戦で、決勝五番勝負で劉昌赫に1-3で敗れ準優勝。
2006年、八段で200勝により九段昇段。本因坊リーグ戦で依田紀基、羽根直樹の3者が5勝2敗の同率プレーオフとなり、羽根、依田に連勝して挑戦者となったが、初の七番勝負では高尾紳路本因坊に2-4で敗退。賞金ランキングでは平成四天王に次ぐ自己最高の5位。
2007年、賞金ランキング7位。
名人戦リーグでは2007年、2008年、2009年と3年連続2位、本因坊戦リーグでも2008年、2009年と連続2位。
2008年第1回ワールドマインドスポーツゲームズでは、男子個人戦に出場してベスト8進出するが、李喆に敗れる。賞金ランキング9位。
「碁ワールド」誌1998年8月号から2000年6月号までエッセイ「とんぼり交友録」を連載。2006年10月から2007年3月までNHK囲碁講座「山田規三生の超攻撃法」の講師。詰碁作りを得意として「詰碁といえば山田」と言われるほどで、「碁ワールド」誌2007年1月号から2008年12月号で「詰碁のエッセンス」を連載した他、著作多数。通算成績は778勝330敗（2010年4月時点）。
2009年、2010年、共に賞金ランキング7位
2011年3月27日、第58回NHK杯テレビ囲碁トーナメントで、依田紀基九段を破り初優勝。賞金ランキング9位。
2016年5月6日、日本棋院史上23人目となる公式戦通算900勝達成（407敗）。達成時勝率　.689は史上2位タイ。入段から27年1ヶ月での達成は史上3位。43歳7ヶ月での達成は史上5番目の年少記録。
2022年6月30日、第48期名人戦予選Bで公式戦通算1000勝達成（487敗）。

## タイトル戦決勝進出結果

### 1回 (1勝7敗)
- 七大タイトル・世界タイトルのみ記載

| 棋戦                   |
| 三大タイトル (0-1)     |
| 他・七大タイトル (1-4) |
| 世界タイトル (0-1)     |

| 結果   | 数 | 棋戦       | 期・回 | 決着日         | 勝敗 | 相手           |
| ------ | -- | ---------- | ------ | -------------- | ---- | -------------- |
| 奪取   | 1  | 王座戦     | 第45期 | 1997年11月27日 | 3-1  | 柳時熏王座     |
| 失冠   | 1  | 王座戦     | 第46期 | 1998年12月3日  | 0-3  | 王立誠九段     |
| 準優勝 | 2  | 三星火災杯 | 第5回  | 2000年12月14日 | 1-3  | 劉昌赫九段     |
| 挑戦   | 3  | 碁聖戦     | 第29期 | 2004年8月12日  | 1-3  | 依田紀基碁聖   |
| 挑戦   | 4  | 本因坊戦   | 第61期 | 2006年7月12日  | 2-4  | 高尾紳路本因坊 |
| 挑戦   | 5  | 王座戦     | 第57期 | 2009年12月17日 | 0-3  | 張栩王座       |
| 挑戦   | 6  | 王座戦     | 第58期 | 2010年11月11日 | 0-3  | 張栩王座       |

## タイトル歴
- 王座 1997年
- 本因坊戦 挑戦者 2006年
- 碁聖戦挑戦者 2004年
- 竜星戦 1999年
- NHK杯　2011年
- 新鋭トーナメント戦 1993年、1998年
- 新人王戦 1997年（決勝で青木喜久代に2-0）

### その他の棋歴
国際棋戦
- 三星火災杯世界オープン戦 準優勝 2000年、ベスト4 1999年、ベスト8 2003年
- LG杯世界棋王戦 ベスト8 1998年
- ワールドマインドスポーツゲームズ 男子個人戦ベスト8 2008年（○Li Xianyu、×李喆）
- 日中スーパー囲碁
  - 1994年 1-1（○常昊、×劉小光）
- 真露杯SBS世界囲碁最強戦
  - 1997年 0-1（×徐奉洙）
- 農心辛ラーメン杯世界囲碁最強戦
  - 2000年 0-1（×常昊）
  - 2005年 0-1（×謝赫）
  - 2006年 0-1（×彭筌）
  - 2007年 1-1（○王檄、×睦鎮碩）
  - 2008年 0-1（×姜東潤）
  - 2009年 0-1（×謝赫）

国内棋戦
- 早碁選手権戦 準優勝 1994年（決勝で加藤正夫に敗れる）
- 棋聖戦 各段戦優勝
  - 六段戦 1994年、1995年
  - 七段戦 1999年
- NEC俊英囲碁トーナメント戦 準優勝 1996年（決勝で森田道博に敗れる）
- リコー杯プロ棋士ペア碁選手権戦 優勝 2007年（岡田結美子とのペア）、準優勝 2000年（穂坂繭とのペア）
- 王座戦 挑戦者 2009年
- 竜星戦 準優勝 2004年（決勝で高尾紳路に敗れる）
- 名人戦リーグ6期、本因坊リーグ9期

## 受賞等
- 1992年 棋道賞新人賞（39勝9敗）、松原賞
- 1993年 松原賞
- 1994年 棋道賞最多対局賞（54局）
- 1996年 棋道賞勝率第一位賞（47勝11敗、.810）
- 1997年 棋道賞優秀棋士賞、連勝賞（18連勝）、松原賞
- 2003年 棋道賞連勝賞（18連勝）

## 著作
- 『山田の詰碁 (1)-(3)』棋苑図書 2007年
- 『山田規三生の超攻撃法』日本放送出版協会 2007年
- 『絶対攻勢 規三生の突進』日本棋院 2007年
- 『キミオのおもろい詰碁道場』日本棋院 2008年
- 『マイコミ囲碁ブックス 石の形の崩し方・整え方』2010年
- 『世界一わかりやすい打碁シリーズ 山田規三生の碁』マイコミ　2011年